# 埃林 (紐約州普查規定居民點)
埃林（英語：Erin）是位於美國紐約州希芒縣的普查規定居民點。

## 人口
根據2020年美國人口普查的數據，埃林的面積為1.96平方千米，當中陸地面積為1.94平方千米，而水域面積為0.02平方千米。當地共有人口367人，而人口密度為每平方千米187.24人。